# Писта Русе
Писта Русе е най-старото, все още съществуващо състезание от националния шампионат затворен маршрут (автомобилизъм). Състезанието използва части от градската инфраструктура в град Русе, като в основната си част използва локалните платна на бул. Христо Ботев в пресечната му точка с бул. България (пътен възел). Надпреварата е едно от най-посещаваните спортни събития в България и ежегодно събира над 30 000 зрители край трасето.

## Регламент
Този вид надпревари са автомобилни състезания провеждани на затворен път, специално изградени или пригодени за целта състезателни трасета чийто старт и финал се намира в една и съща точка. Състезанието протичат между два или повече автомобила, състезаващи се едновременно, на един и същи път като скоростта или изминатото разстояние в даден момент е определящ фактор за класиране. Състезанието се провежда на асфалтирано трасе, с автомобили отговарящи на приложение „Ж“, наредбата за провеждане на автомобилни състезания за съответната година на БФАС и специалния правилник за провеждане на състезания на затворен маршрут. Тези характеристики доближават шампионата до т.нар. „пистов шампионат“ в страните с развит моторен спорт. Поради тази причина се нарича условно „пистов шампионат“ (условно т.к. повечето трасета в България са част от републиканската пътна мрежа и не са специално изградени за целта състезателни писти).

## Серии
Автомобилите, които участват са разделени в три серии според работния обем на двигателя и други спецификации. От Сезон 2018, сериите нарастват с две допълнителни.
- Серия „СПОРТ“ – Автомобили с работен обем до 1600 куб. см. и минимално тегло 850 кг. (без турбо)
- Серия „ТУРИНГ“ – Автомобили с работен обем до 2000 куб. см. минимално тегло 900 кг. (без турбо)
- Серия „МАКСИ“ – Автомобили с работен обем над 2000 куб. см. минимално тегло 1150 кг. (с турбо)
- Серия „ЕНЕОС“ – Едномарков шампионат с автомобили Audi A4
- Серия „КУПА ЛАДА“ – Специализирана серия, едномарков шампионат за автомобили лада отговарящи на класовете X1, X2, X3
- Серия „СВОБОДЕН КЛАС" – международно състезание, което се провежда само на писта Русе (от 2019 вече и на писта София). Участват всички автомобили от всички класове, отговарящи на Appendix J на FIA без Формула.

Всяка серия е отделно състезание.

## Победители
| Сезон | Серия „Спорт“    | Серия „Туринг“                    | Серия „Макси“         | Серия „Лада“  | Серия „Енеос“     | Серия „Свободен“             | Отборно              |
| ----- | ---------------- | --------------------------------- | --------------------- | ------------- | ----------------- | ---------------------------- | -------------------- |
| 2019  | Искрен Веселинов | Иван Влъчков                      | Константин Маршавелов | Павел Шенков  | Венцислав Станев  | Иван Влъчков                 | KА-2 Рейсинг Тийм    |
| 2018  | Симеон Симеонов  | Иван Влъчков                      | Камен Василев         | Огнян Патенов | Кольо Карастоянов | Иво Иванов                   | АСК Стара Загора     |
| 2017  | Искрен Веселинов | Иван Влъчков                      | Константин Маршавелов | –             | –                 | Иво Иванов / Broggi Fabrizio | KА-2 Рейсинг Тийм    |
| 2016  | Симеон Симеонов  | Иван Влъчков / Станислав Паришков | Константин Маршавелов | –             | –                 | Свилен Максимов              | KА-2 Рейсинг Тийм    |
| 2015  | Слави Рупчев     | Станислав Паришков                | Пламен Камбуров       | –             | –                 | –                            | Дианел Рейсинг       |
| 2014  | –                | –                                 | –                     | –             | –                 | –                            | -                    |
| 2013  | Борис Григоров   | Ангел Григорчев                   | Пламен Камбуров       | –             | –                 | –                            | Хоби Кар             |
| 2012  | Росен Даскалов   | Станимир Урумов                   | Румен Дунев           | –             | –                 | –                            | Русе Кар Мотор Спорт |
| 2011  | Георги Пейчев    | Антон Тонев                       | Константин Маршавелов | –             | –                 | –                            | Автоцар Рали Сервиз  |

## Организатори
Организатори на състезанието са Община Русе, Русе Кар Мотор Спорт и Хоби Кар.